# 1043 Beate
Beate (asteroide 1043) é um asteroide da cintura principal com um diâmetro de 31,6 quilómetros, a 2,947084 UA. Possui uma excentricidade de 0,0468296 e um período orbital de 1 985,75 dias (5,44 anos).
Beate tem uma velocidade orbital média de 16,93876563 km/s e uma inclinação de 8,92769º.
Esse asteroide foi descoberto em 22 de Abril de 1925 por Karl Reinmuth.